# Furkan Soyalp
Furkan Soyalp (* 12. Juni 1995 in Ankara) ist ein türkischer Fußballspieler.

## Karriere

### Verein
Soyalp begann mit dem Vereinsfußball 2007 in der Jugendabteilung von Ankaraspor und spielte anschließend für die Jugendmannschaften von Bursa Merinosspor und Bursaspor. 2012 erhielt er bei Letzterem einen Profivertrag, spielte aber die nächsten halbe Spielzeit ausschließlich für die Reservemannschaft. Für die Rückrunde der Saison 2012/13 wurde er auch in den Mannschaftsplanungen der Profimannschaft berücksichtigt und gab in der Pokalpartie vom 28. Februar 2013 gegen Sivasspor sein Profidebüt.
Für die Rückrunde der Saison 2014/15 wurde er an den Drittligisten Bandırmaspor ausgeliehen. Für die Saison 2016/17 wurde Soyalp zusammen mit seinen Teamkollegen Okan Kocuk und Emirhan Aydoğan erneut an Bandırmaspor ausgeliehen. Im Januar 2017 kehrte er vorzeitig zu Bursaspor zurück.
Im Sommer 2019 wechselte er zu Istanbul Başakşehir FK und nach der vorsaisonalen Vorbereitungsphase an den Erstliganeuling Gaziantep FK ausgeliehen.

### Nationalmannschaft
Soyalp begann seine Nationalmannschaftskarriere 2011 mit einem Einsatz für die türkische U-16-Nationalmannschaft. Anschließend spielte er für die U-17- und U-18-Auswahlmannschaften seines Landes.